# Monster (chanson de Kanye West)
Pour les articles homonymes, voir Monster.
Singles par Kanye West
Runaway
(2010) H•A•M
(2011)
Singles par Jay-Z
Stranded (Haiti Mon Amour)
(2010) A Star Is Born
(2010)
Singles par Nicki Minaj
Check It Out
(2010) Right Thru Me
(2010)
Monster est une chanson de Kanye West, 3e single extrait de son 5e album studio, My Beautiful Dark Twisted Fantasy. Elle contient des apparitions de Jay-Z, Rick Ross, Justin Vernon du groupe Bon Iver et Nicki Minaj. Monster a été présenté le 27 août 2010 dans le cadre des G.O.O.D. Fridays, une opération de Kanye West sur Internet où il a présenté chaque vendredi un nouveau titre. Le titre était au départ annoncé pour l'EP commun de Jay-Z et Kanye West Watch the Throne.

## Enregistrement
Le titre, enregistré à Hawaï, contient une introduction par Rick Ross puis de longs couplets de Kanye West, Jay-Z et Nicki Minaj. Cette dernière a d'ailleurs fait un couplet de 32 mesures. Elle a écrit son texte dans l'avion qui l'emmenait à Hawaï. Rick Ross a déclaré au sujet du couplet de Minaj qu'il était l'un des meilleurs de l'année et qu'il lui avait permis de montrer son réel talent de « lyriciste ».

## Clip
Le clip a été réalisé par Jake Nava et contient des apparitions de Kanye West, Rick Ross, Jay-Z et Nicki Minaj,. La vidéo se déroule dans une sorte de grand manoir envahi de monstres. Une version apparemment non définitive a été publié sur Internet le 30 décembre 2010. En vue de la crudité de la vidéo sur la violence et la sexualité, le clip est diffusé, en France sur certaines chaînes musicales est diffusé après 23h avec une signalétique déconseillé aux moins de 12 ans telles que NRJ Hits, Direct Star, Trace Urban ou encore sur MCM, MCM Top et M6 Music.

## Critique
Les critiques sur Monster ont généralement été positives, surtout pour le couplet « à rallonge » de Nicki Minaj.

## Performances en direct
La chanson a été interprétée lors du concert du Home and Home Tour de Jay-Z et de Eminem dans le nouveau Yankee Stadium. Elle a aussi été interprétée par Jay-Z, Nicki Minaj et Kanye West. À chaque fois que Kanye West l'interprétait, il portait exactement la même tenue qu'aux MTV Video Music Awards 2010 et au Saturday Night Live : un costume rouge accessoirisé avec son coller en or montrant le dieu égyptien Horus ainsi que ses chaussures rouges Louis Vuitton Don.
Minaj interpréta la chanson lors du Femme Fatale Tour de Britney Spears comme l'un des derniers morceaux de sa setlist. Elle l'interprétera également lors de ses tournées Pink Friday Tour et Pink Friday: Reloaded Tour en 2012. West l'interpréta avec Minaj lors de sa tournée le 2 août 2011 au Nassau Coliseum de Long Island à New York en tant que surprise.

## Reprises notables
Depuis que Monster est sortie, plusieurs reprises, remixes et mash-ups ont vu le jour, tant bien enregistrés qu'interprétés sur scène. Spose a écrit une chanson appelée Biwinning (Charlie Sheen Monster Mash) utilisant le même battement que la chanson originale qu'il a dévoilé via son compte YouTube et qui compte environ 120 000 vues à ce jour. Le chanteur-compositeur Rocco La Bête interpréta la chanson dans son intégralité et publia une clip réalisé en studio sur YouTube montrant le chanteur jouant de la guitare, de la basse et chantant pendant qu'André Brown joue de la batterie. Le groupe du Massachusetts, Kids On A Hill sont connus pour leur  mashup du couplet de Minaj avec Jungle Boogie de Kool And The Gang, qu'ils interprètent alors qu'il font la première partie de B.o.B et de Pretty Lights au Mullins Center à Amherst dans le Massachusetts en avril 2011.
Dans The Tonight Show Starring Jimmy Fallon du 31 août 2016, la jeune actrice britannique Millie Bobby Brown, révélation de la première saison de la série Stranger Things, reprend le couplet de Nicki Minaj,,.

## Classements
| Classements / pays (2010)                  | Meilleure position |
| ------------------------------------------ | ------------------ |
| Canadian Hot 100                           | 43                 |
| Billboard Hot 100                          | 18                 |
| Billboard Hot R&B/Hip-Hop Songs            | 30                 |
| Billboard Rap Songs                        | 15                 |
| UK Singles Chart (Official Charts Company) | 146                |
| UK R&B (Official Charts Company)           | 32                 |